# Chris Gadi
Chris Gadi N'Kiasala (Ris Orangis, 9 aprile 1992) è un ex calciatore francese, di ruolo attaccante.

## Carriera

### Club
Il 1º luglio 2017 viene acquistato a titolo definitivo dalla squadra bulgara del Septemvri Sofia.

### Nazionale
Ha giocato nelle nazionali giovanili francesi Under-17 ed Under-18.